# Абрауский полуостров
Абра́уский полуостров — представляет собой молодой низкогорный массив овальной формы, выступающий в акваторию Чёрного моря на территории Краснодарского края России. На полуострове господствует сухой средиземноморский климат. Расположен на границе умеренного и субтропического поясов. Флора и фауна полуострова демонстрируют ярко выраженные субсредиземноморские черты.

## География
Его естественными границами являются Анапская бухта, Чёрное море, Цемесская бухта. На востоке со стороны континента условные границы полуострова обычно проводят по долинам рек Цемес и Маскага. Вдоль побережья полуострова Абрау проходит Утришский разлом, образовавшийся 5—7 тысяч лет назад вследствие сильного землетрясения. Полуостров является сейсмоактивной зоной; из-за сильных землетрясений, сила которых может достигать 8 баллов, а также эрозионных процессов, на полуострове существует угроза оползней. Крупнейшими языками оползней являются более небольшие полуострова в районе сёл Большой Утриш и Малый Утриш. Оползневые процессы на полуострове отличаются от остальной территории ЧПР как масштабами, так и рядом специфическими черт, получив название «утришский феномен». Горы Абрауского полуострова, в частности Навагирский хребет и хребет Кузня, невысоки: максимальные высоты 548,6 м (гора Орёл); 531,6 м (гора Кобыла); 440 м (гора Колдун); 363,0 м (гора Шахан). Вершины северо-восточной части: Широкая гора (242 м.) и Солдатская гора (189 м). Своеобразной чертой рельефа полуострова является наличие так называемых щелей длиной от 3 до 8 км, которые образуют глубокие долины ручьёв и малых рек Сукко, Дюрсо, Шингарь, Озерейка. Имеются озеро Абрау, озеро Лиманчик (Малый Лиман), озеро Сладкий Лиман (о. Романтики). Создано водохранилище Сукко. Часть полуострова включает в свои пределы государственный заповедник «Утриш».

## Флора и фауна
Флора Абрауского полуострова довольно специфична. Она имеет ряд общих черт с ЮБК, но на Кавказе она занимает особое положение, выделяясь ботаниками в особый Новороссийский зоогеографический участок. Преобладают ксерофиты сухого средиземноморского типа. Для флоры полуострова характерна 4-уровневая высотная поясность: фисташники у подножий гор; можжевельниковое редколесье (можжевельник высокий и вонючий) и шибляковое мелколесье (держи-дерево, дуб скальный, граб, грабинник, шиповник, можжевельник) до уровня 200 м выше ур. моря; дубняки из дуба (дуб пушистый, дуб скальный, дуб черешчатый) и граба до высот 350 м; изредка на более увлажнённых горных вершинах отмечаются буковые рощи; почти повсеместно распространены липа, клён, ясень, шиповник, боярышник, скумпия; изредка — пицундская сосна, мушмула германская. По берегам рек и ручьёв, а также в более влажных низинах произрастают лесной орех (лещина), кизил, бузина, ежевика. Из антропогенных ландшафтов примечательны виноградники по склонам гор. Эндемиком является абрауская тюлька. Герпетофауна позвоночных животных характеризует Абрауский полуостров как типично средиземноморский: наиболее характерна здесь средиземноморская черепаха подвида Никольского. На полуострове отмечаются 703 вида чешуекрылых и 13 видов летучих мышей, среди которых есть и крайне редкая остроухая ночница (Кожурина, 2002).

### Орнитофауна
Особенно богат и разнообразен мир хищных птиц полуострова. Орнитофауна Абрау также во многом сходна с горными обрывами ЮБК, причём по отношению к последнему она выступает в качестве потенциального места расселения уже укоренившихся крымских видов. С 1970-х годов Абрау постепенно осваивает испанская каменка. Обычна здесь и типично южнобережная плешанка.